# Chondrocladia stipitata
Chondrocladia stipitata är en svampdjursart som beskrevs av Ridley och Arthur Dendy 1886. Chondrocladia stipitata ingår i släktet Chondrocladia och familjen Cladorhizidae. Inga underarter finns listade i Catalogue of Life.